# بیرفوت (کنتاکی)
بیرفوت (به انگلیسی: Barefoot) یک منطقهٔ مسکونی در ایالات متحده آمریکا است که در شهرستان نیکولاس، کنتاکی واقع شده‌است. بیرفوت ۲۲۰٫۹۸ متر بالاتر از سطح دریا واقع شده‌است.